# Comitatul Winston, Alabama
Comitatul Winston, conform originalului din limba engleză, Winston County (cod FIPS 01 - 133), este unul din cele 67 de comitate ale statului Alabama, Statele Unite ale Americii. Cunoscut anterior anului 1858 sub numele de Hancock County 
, comitatul a fost numit în onoarea lui John A. Winston, cel de-al cincisprezecelea guvernator al statului Alabama. Conform unei estimări din anul 2006, populația comitatului era de 24.634 de locuitori.  Sediul comitatului este localitatea Double Springs.

## Demografie
|  | Graficele sunt indisponibile din cauza unor probleme tehnice. Mai multe informații se găsesc la Phabricator și la wiki-ul MediaWiki. |

Date: Wikidata - grafică realizată de Wikipedia